# Christian Manz (Politiker)
Christian Manz (* 7. Januar 1954 in Herford) ist ein deutscher Kommunalpolitiker der CDU. Er trat im Oktober 2009 das Amt als 16. Landrat des ostwestfälischen Kreises Herford an. Im September 2015 wurde Jürgen Müller (SPD) als sein Nachfolger gewählt. Christian Manz war bei dieser Wahl nicht mehr angetreten. Davor (1995 bis 2009) war er Bürgermeister der Stadt Spenge.

## Ausbildung und Beruf
Manz legte sein Abitur am Friedrichs-Gymnasium in Herford ab. Danach machte er in Herford eine Ausbildung zum Bankkaufmann bei der Deutschen Bank AG. Daran schloss er ein Studium der Rechts- und Staatswissenschaften und der Wirtschaftswissenschaften an der Ruhr-Universität Bochum an. Nach einem zweijährigen Referendariat für das Lehramt an berufsbildenden Schulen und seinem Wehrdienst, war Manz ab 1983 an der Erich-Gutenberg-Berufsschule in Bünde tätig, hier schwerpunktmäßig im Bereich der Bundes- und Kommunalverwaltung.

## Politik
Manz wurde 1995 Bürgermeister von Spenge. Er trat am 1. November 1995  sein Amt an und wurde durch den Stadtrat gewählt. Er wurde 1999 und 2004 in einer direkten Wahl durch die Wahlberechtigten der Stadt im Amt bestätigt. 2004 erhielt er im ersten Wahlgang 70,39 Prozent der Stimmen. Manz war der erste hauptamtliche Bürgermeister und löste damit gleichzeitig den letzten Stadtdirektor ab, dessen Verwaltungsaufgaben jetzt ebenfalls durch Manz wahrgenommen wurden. Bei der Bürgermeisterwahl 2009 trat Manz nicht mehr an, da er für das Amt des Landrats des Kreises Herford kandidierte. Zu seinem Nachfolger wurde Bernd Dumcke (SPD) gewählt.
Bei der Landratswahl am 30. August 2009 stand die bisherige Landrätin Lieselore Curländer (CDU) nicht mehr zur Wahl. Christian Manz, der für CDU und FDP kandidierte, wurde mit 48,15 % der gültigen Stimmen zu ihrem Nachfolger gewählt. Seine Amtszeit begann im Oktober 2009 und endete  nach sechs Jahren im Amt im Jahr 2015. Bei der Landratswahl 2015 trat Manz nicht an.

## Privates
Manz ist verheiratet und hat zwei Töchter. Er ist aktiver Feuerwehrmann und Helfer beim Deutschen Roten Kreuz. Seine weiteren privaten Interessen sind Motorrad fahren und Musizieren.